# Harald Rohr

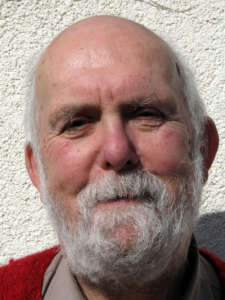
Harald Rohr nach seiner Pensionierung in Niederndodeleben

Harald Michael Walter Rohr (* 20. Februar 1940 in Breslau; † 12. Januar 2016 in Hohe Börde) war ein deutscher evangelischer Pfarrer, Menschenrechts- und Eine-Welt-Aktivist. Er war Gründer des Informationszentrums Dritte Welt Herne, Mitbegründer und langjähriges Vorstandsmitglied der internationalen Menschenrechtsorganisation für das Recht auf Nahrung FIAN und Mitglied der Landessynode der Evangelischen Kirche von Westfalen.  Gemeinsam mit dem späteren Friedensnobelpreis-Träger Kailash Satyarthi spielte er eine wesentliche Rolle bei der Aufdeckung ausbeuterischer Kinderarbeit in der indischen Teppichindustrie und der Einführung des Rugmark-Siegels für Teppiche ohne ausbeuterische Kinderarbeit. Für die Aktion Brot für die Welt war er ein „engagierter Mitstreiter und Impulsgeber“ und über 20 Jahre Mitglied des Verteilungsausschusses des Hilfswerks. Als Mitbegründer des bundesweit drittältesten Dritte-Welt-Ladens war er ein Pionier des fairen Handels. Weiter engagierte er sich unter anderem für die Rechte von Asylbewerbern in Abschiebehaft und Opfer von Heiratshandel, gegen Kinderprostitution, für Kriegsdienstverweigerer, für nukleare Abrüstung, unter anderem durch die Organisation von Ostermärschen, gegen Landminen und für Zugang zu bezahlbaren AIDS-Medikamenten in Entwicklungsländern.

## Leben
Geboren wurde er in Breslau als Sohn des Pfarrers Gottfried Rohr und seiner Frau Rosemarie, geb. Buntzel. Seine Großväter waren Walter Rohr, Superintendent von Jauer und Pfarrer an der dortigen Friedenskirche, und Walther Buntzel, Superintendent von Brieg. Die ersten Jahre lebte er in Steinseifersdorf bei Peterswaldau im Eulengebirge bei seiner Mutter, die 1945 30-jährig starb. Bei Kriegsende floh seine Großmutter mit ihm nach Bayern, später nach Westfalen, wo er mit seinem aus dem Krieg zurückgekehrten Vater zusammengebracht wurde. Er wuchs im westfälischen Münster auf. Er war seit 1966 verheiratet und hatte vier Söhne. Im Sommer 2015 wurde bei ihm ein fortgeschrittener Krebs diagnostiziert, an dem er am 12. Januar 2016 starb. Er ist auf dem Dortmunder Ostenfriedhof beerdigt.

## Wirken

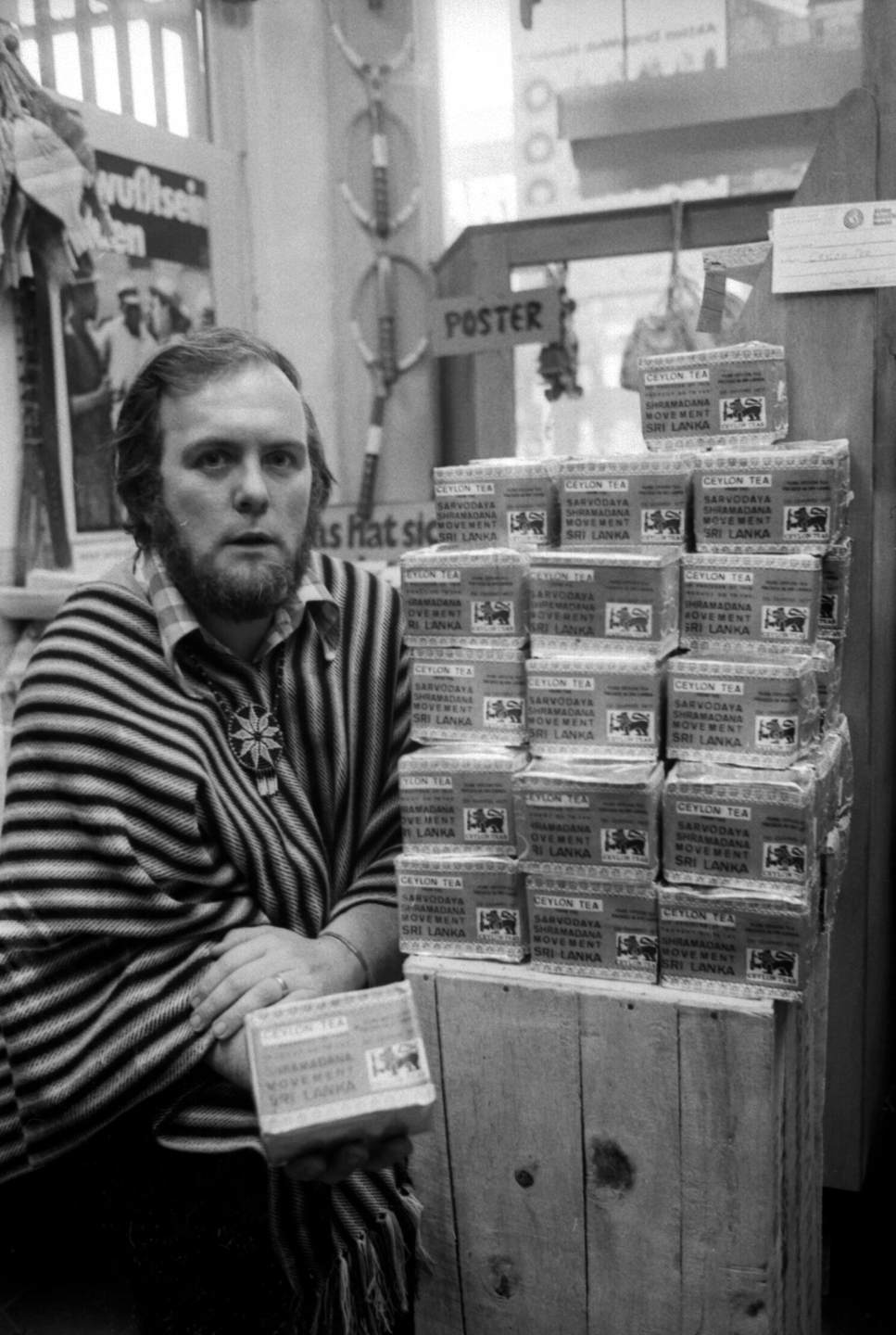
Harald Rohr, 1974

Nach dem Studium der evangelischen Theologie, einem Vikariat in Wattenscheid und einer Hilfspredigerstelle in Herten kam er 1968 nach Herne, wo er eine Stelle als Gemeindepfarrer in Baukau annahm. Er engagierte sich für die noch junge Aktion „Brot für die Welt“ und in der Beratung von Kriegsdienstverweigerern.

### Anfänge der Dritte-Welt-Solidarität und des fairen Handels

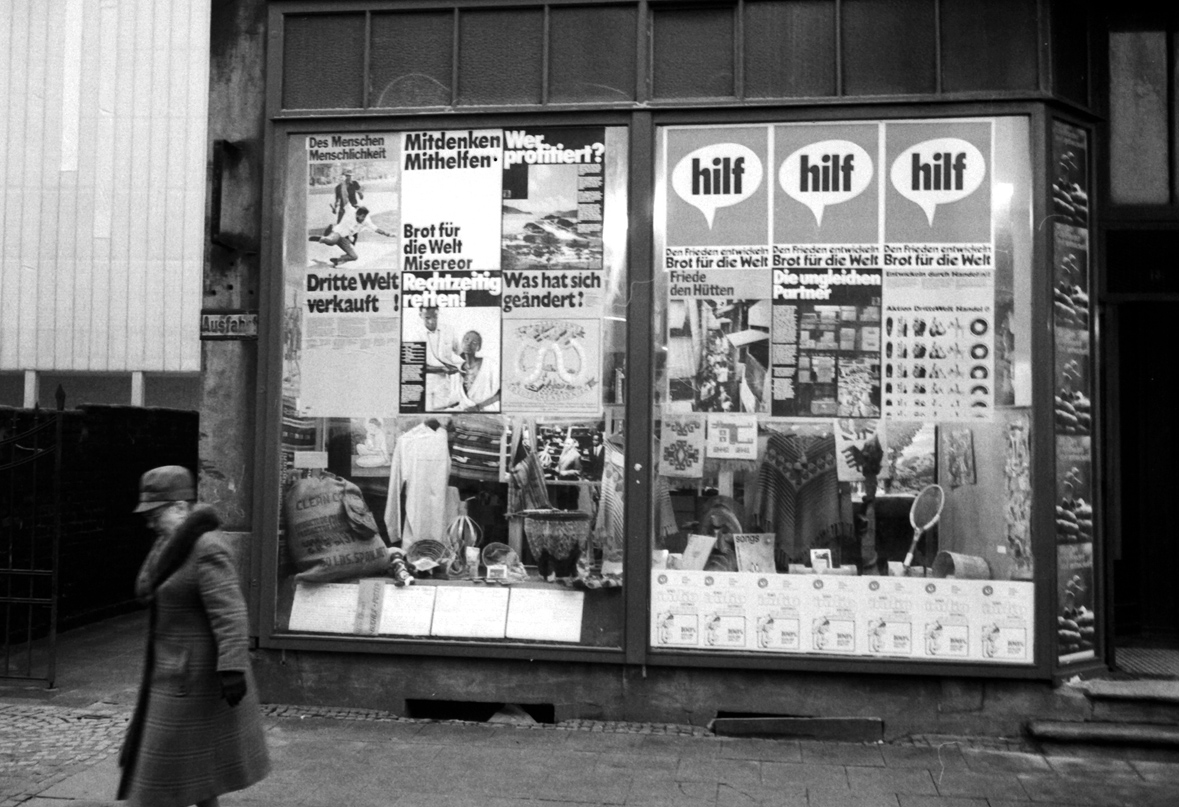
Der Weltladen in der Von-der-Heydt-Straße in Herne, 1975

1974 gründete er in Herne den bundesweit dritten „Dritte-Welt-Laden“. Als er einen Weggang erwog, um sich ganz der Dritte-Welt-Arbeit zu widmen, schuf der Herner Kreissynodalvorstand auf Betreiben von Superintendent Fritz Schwarz für ihn eine Pfarrstelle für Ökumenische Diakonie, in deren Rahmen er sich ganz diesem Thema widmen konnte. Daraufhin gründete er 1976 das Informationszentrum Dritte Welt (IZ3W) Herne (heute „Eine Welt Zentrum Herne“), inspiriert durch das bereits seit 1971 bestehende Informationszentrum Dritte Welt Dortmund.
Eines der frühen Themen des Informationszentrums war die Situation in Südafrika, zu einem Zeitpunkt als die Apartheid noch nicht einhellig verurteilt wurde und dessen späterer erster schwarzer Präsident Nelson Mandela in konservativen Kreisen noch als Terrorist galt. Das IZ3W rief unter anderem zum Boykott von Früchten aus Südafrika, einer der wichtigsten Einnahmequellen des Apartheidstaats, auf. Solches Engagement führte regelmäßig zu Beschwerden konservativer Christen bei seinem Vorgesetzten, Fritz Schwarz, der sich jedoch stets weigerte, ihn abzustrafen.

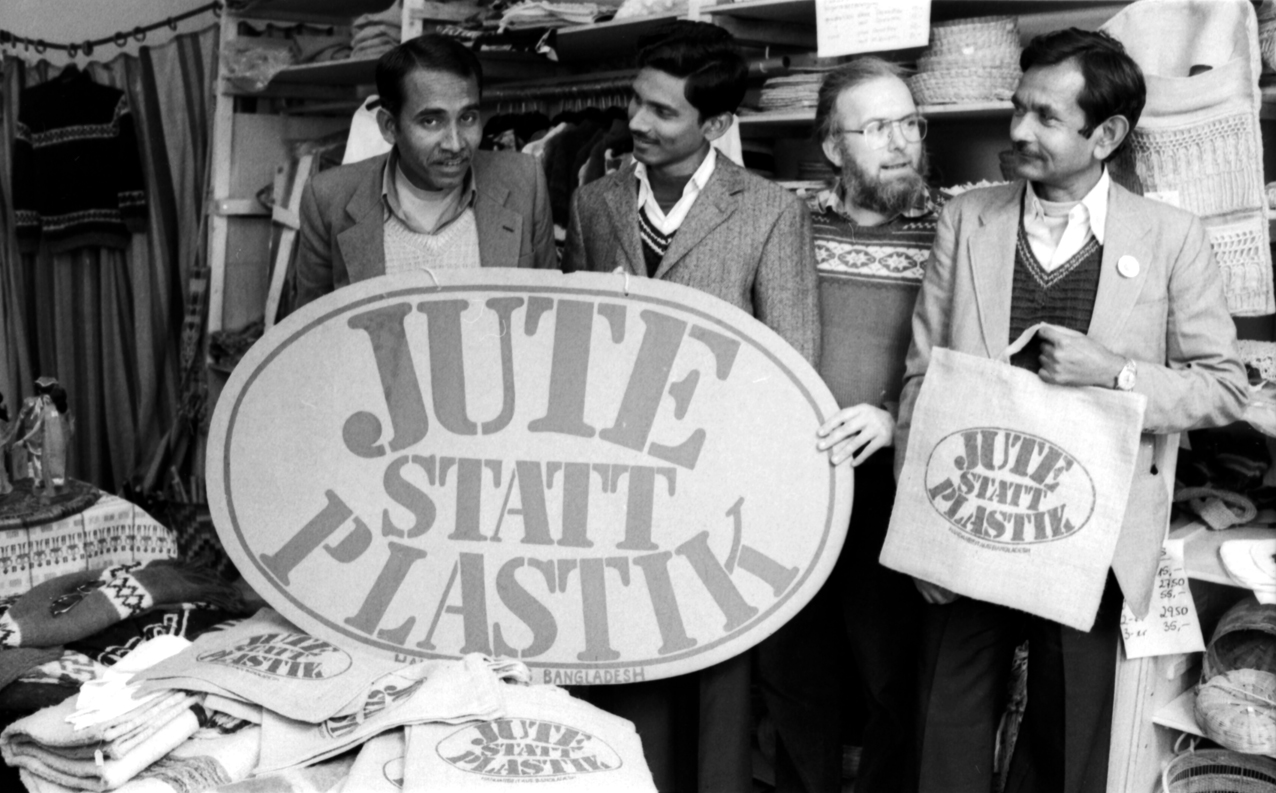
Harald Rohr und Projektpartner bei der Aktion „Jute statt Plastik“, 1980

Ab Mitte der 1970er Jahre bis zu seiner Pensionierung war er Mitglied des Ausschusses für Ökumenische Diakonie  („Verteilungsausschuss“) von Brot für die Welt, des obersten Gremiums, das über die Vergabe der Mittel des Hilfswerks entschied. 1978 war er zum ersten Mal nach Sri Lanka und Indien gereist, später in den Zaire und die Philippinen, woraus langjährige Partnerschaften erwuchsen.

### Friedensbewegung
Ab etwa 1979 wirkte Harald Rohr in der Friedensbewegung mit, die sich für nukleare Abrüstung und insbesondere gegen die sogenannte Nachrüstung wandte, als Organisator von Ostermärschen und als Redner bei Demonstrationen und Veranstaltungen. Seine Arbeit nahm zum Teil den konziliaren Prozess vorweg, der 1983 bei der Weltkirchenkonferenz im kanadischen Vancouver beschlossen wurde.

### Einsatz für das Menschenrecht auf Nahrung
1986 war er einer der Gründer von FIAN (FoodFirst Information and Action Network), einer in 60 Ländern vertretenen Organisation für das Menschenrecht auf Nahrung, deren Vorstandsmitglied und Schatzmeister er bis 1998 blieb und deren deutsche Sektion bis nach der Jahrtausendwende in den Räumen des Herner Informationszentrums angesiedelt war. Damit wurde der Diskurs um Ernährungssicherheit von der Frage karitativer Hilfe zur Menschenrechtsfrage transformiert, während traditionelle Entwicklungshilfe die oft politischen Ursachen von Hunger zumeist ignoriert hatte. Gleichzeitig schuf FIANs Gründung Bewusstsein für die bisher vernachlässigten im UN-Sozialpakt festgeschriebenen wirtschaftlichen, sozialen und kulturellen Rechte als zu den bürgerlichen und politischen Menschenrechten gleichermaßen fundamental und unveräußerlich.

### Entstehung des Fairhandelssiegels Rugmark für Teppiche ohne Kinderarbeit
In den 1990er  Jahren war er mit dem später für seinen Einsatz mit dem Friedensnobelpreis geehrten Kailash Satyarthi in Indien unterwegs, in zum Teil riskanten verdeckten Einsätzen, um  die auch damals schon verbotene Kinderarbeit in indischen Betrieben  aufzudecken. Das 1995 eingeführte „Rugmark“-Siegel für indische Teppiche ohne ausbeuterische Kinderarbeit, eines der ersten  Siegel im Fairen Handel, blieb über lange Zeit ein Arbeitsschwerpunkt.

### Einsatz für Flüchtlinge
Ab den 1980er Jahren setzte er sich für in Herne und Castrop-Rauxel untergebrachte Flüchtlinge ein, die Anfeindungen und zum Teil gewaltsamen Angriffen ausgesetzt waren. Mit der Einrichtung eines Abschiebegefängnisses in Herne 1992 nahm die Auseinandersetzung an Schärfe zu. Ein besonders einschneidendes Erlebnis war dabei der Selbstmord des 23-jährigen sudanesischen Flüchtlings Emanuel Tout in der Abschiebehaft. Harald Rohr warf den Behörden vor, Flüchtlinge mit ihrer Politik der Inhaftierung in die Illegalität zu treiben, und den Gerichten, allein die Seite der Behörden zu hören. 1998 sorgte er mit einem Hungerstreik für die Rechte Asylsuchender für Aufsehen.

### Weiteres Wirken
Harald Rohr war langjähriges Mitglied der Landessynode der Evangelischen Kirche von Westfalen. Weitere Themen seiner Arbeit waren die Kampagne zum Verbot von Landminen, die 1998 zur Ottawa-Konvention führte, eine Kampagne gegen Kinderprostitution (ECPAT), Unterstützung für Opfer von Heiratshandel und der Zugang zu bezahlbaren AIDS-Medikamenten für Betroffene in Entwicklungsländern.
2002 ließ er sich pensionieren und zog nach Niederndodeleben in Sachsen-Anhalt, von wo aus er ein Jahrzehnt lang als ehrenamtlicher Beauftragter für Brot für die Welt den Aufbau ehrenamtlicher kirchlicher Strukturen im Bereich Entwicklung und Dritte Welt förderte. Bis zu seinem Tod war er Autor des von ihm ins Leben gerufenen Fürbittendienstes von Brot für die Welt, durch den Gemeinden allwöchentlich mit Vorlagen für Fürbitten zu menschenrechtlichen, sozialen, ökologischen und anderen aktuellen Themen versorgte, auch in vielen anderen kirchlichen und außerkirchlichen Medien, insbesondere der Zeitung Unsere Kirche war er regelmäßiger Gastautor.

## Werke
- Harald Rohr: Herzensschätze: Predigten zum Zeitgeschehen. Hrsg.: Eine Welt Zentrum Herne. Luther-Verlag, Bielefeld 2019, ISBN 978-3-7858-0749-1 (dnb.de [abgerufen am 13. Januar 2019]).

## Nachrufe
- Herner Pfarrer Harald Rohr stirbt mit 75 Jahren. In: Westdeutsche Allgemeine Zeitung (WAZ). 17. Januar 2016, abgerufen am 13. Januar 2019 (deutsch).
- FIAN-Mitgründer Harald Rohr verstorben. Abgerufen am 13. Januar 2019.
- Seine Mission: Gerechtigkeit. In: Unsere Kirche. 20. Januar 2016, abgerufen am 13. Januar 2019.
- Eckehard Röhm: Brot für die Welt trauert um Harald Rohr. In: Brot für die Welt. 15. Januar 2016, abgerufen am 13. Januar 2019.
- Horst Martens: Global denken – lokal handeln: Pfarrer Rohr setzte über die Stadtgrenzen hinaus Maßstäbe in Fragen der sozialen Gerechtigkeit. In: inHerne. 21. Januar 2016, abgerufen am 15. Januar 2019 (deutsch).